# 淮南郡 (東晉)
淮南郡，東晉在今安徽當塗設立的僑郡，其中于湖、当涂、繁昌三县涉及今江苏南京边地。
西晉末年，中原地區大亂，胡人屢次南侵，揚州淮南一帶居民大多南渡江南。晉成帝時，蘇峻、祖約起兵作亂，後趙又大舉南侵，江北民眾南渡長江的更多，於是在江南暫借地重置淮南郡及襄垣、當塗、上黨、定陵、逡道、繁昌7縣。義熙八年（412年）土斷揚、豫，割丹陽郡于湖縣作為該僑郡的轄境。
劉宋大明六年（462年），淮南郡併入宣城郡。大明八年（464年）恢復淮南郡，隸屬南豫州。泰始三年（467年）改隸揚州。劉宋時期時領有于湖、當塗、繁昌、襄垣、定陵、逡道6縣。蕭齊時領縣同前。
蕭齊建元二年（480年），廢南豫州，淮南郡改隸揚州。永明二年（484年），復屬南豫州。蕭齊時領縣同前。
陳朝時，淮南郡領于湖、當涂、襄垣、西鄉4縣。太建八年（576年），立陳叔彪為淮南王。隋朝開皇九年（589年）平定陳朝，廢郡。